# Церковь Санта-Мария-делла-Карита (Венеция)
Церковь Санта-Мария-делла-Карита (итал. La chiesa di Santa Maria della Carità — Церковь Святой Марии Милосердной) — католическая церковь в городе Венеция, в районе Дорсодуро, являющaяся частью монастырского комплекса Милосердия (Convento della Carità). Проект основных построек монастыря разработал выдающийся итальянский архитектор Андреа Палладио. Проект долгое время оставался незавершённым. Около 1560 года здание монастырской церкви было включено в состав Галереи Академии и ныне оно примыкает к главному фасаду знаменитого венецианского музея.

## История

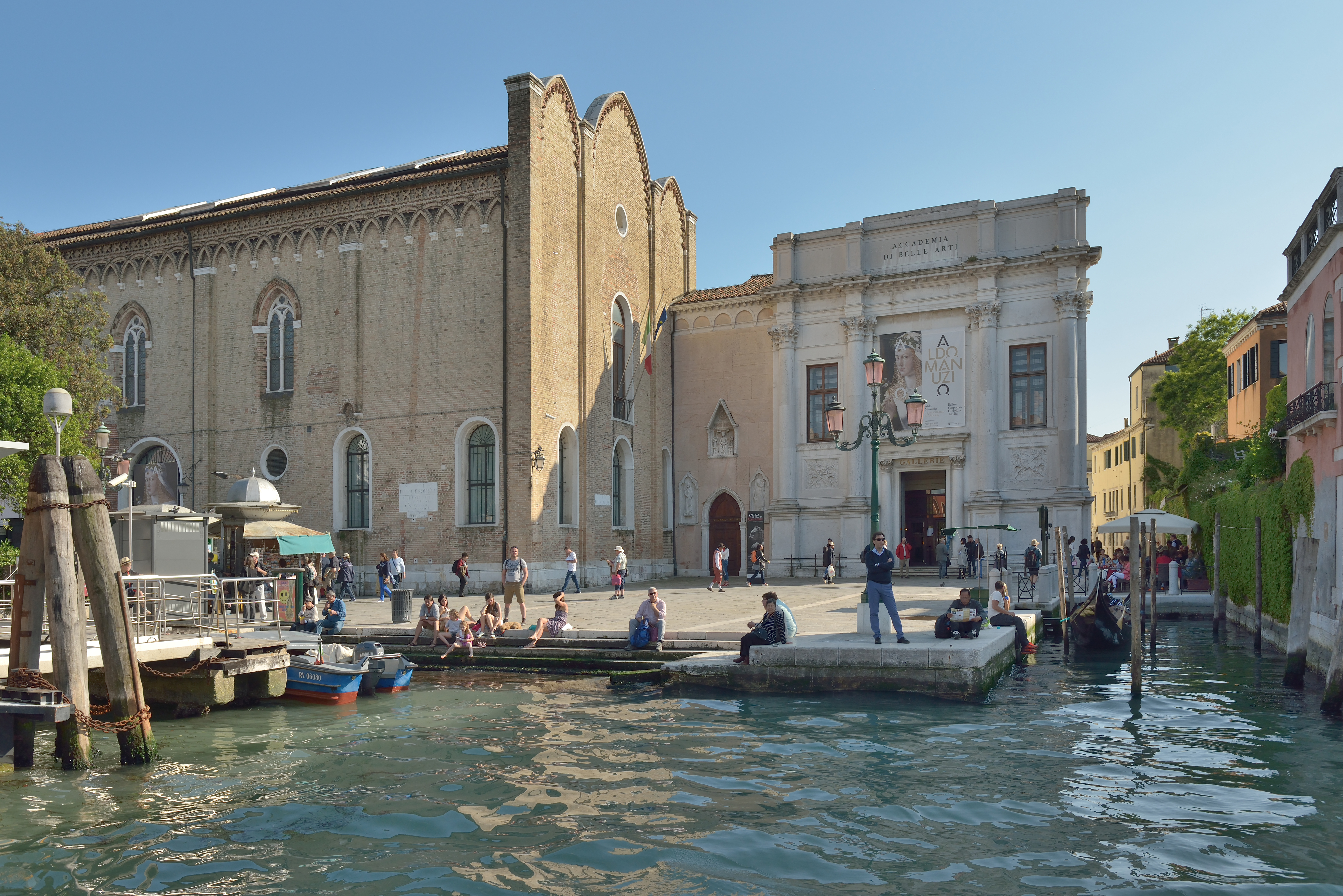
Северный фасад

Церковь была построена в XII веке на месте более старой деревянной вместе с монастырём регулярных каноников (с 1414 года входивших в состав конгрегации Санта-Мария-ди-Фриджионайя, а с 1445 года — в Латеранскую конгрегацию), которому она была доверена. Благодаря поддержке папы Евгения IV, уроженца Венеции, в середине XV века монашествующие смогли перестроить его в готическом стиле, используя проекты Бартоломео Бона.
В 1550-х годах Андреа Палладио начал важные работы в монастыре, но в последующие столетия комплекс постепенно утратил своё значение. В 1768 году орден Латеранских каноников был упразднён, а в 1807 году церковь и монастырь, уже находившиеся в упадке, вместе с бывшей Скуолой были использованы для размещения коллекций Академии изящных искусств.

## Архитектура
Основной корпус здания параллелен Большому каналу, фасад обращён к Рио-делла-Карита, а многоугольные апсиды ориентированы на восток, на Рио-ди-Сант-Аньезе. Оба этих канала были засыпаны в XIX веке. Верхняя часть фасада была украшен фронтонами, увенчанными статуями и украшенными по краям «пламенеющими» пинаклями, чередующимися со шпилями. Эти детали не сохранились, остались только остроконечные арки, окаймлённые мелкими аркатурами, на которых были установлены фронтоны. Большой готический портал с изогнутой аркой, центральное окно-розетка и высокие боковые окна также были удалены и заменены более простыми большими окнами. Рядом с церковью, но отдельно от канала, стояла внушительная готическая кампанила (колокольня) с навершием в форме шишки пинии на восьмиугольном барабане. Эта башня рухнула в 1744 году.
До расконсервации здания в XIX веке и разделения на два этажа внутри церкви было множество произведений искусства. Среди них выделялись произведения Джованни Беллини. Между 1460 и 1464 годами он участвовал в создании алтарей церкви. Для четырёх фамильных алтарей живописцу были заказаны четыре триптиха: «Триптих Святого Лаврентия», «Триптих Святого Себастьяна», «Триптих Мадонны» и «Триптих Рождества». Ныне все они хранятся в Галерее Академии в Венеции.
В церкви Карита находились также позднее утраченный алтарь Святого Иоанна Богослова и картина Тициана «Введение Девы Марии во храм».

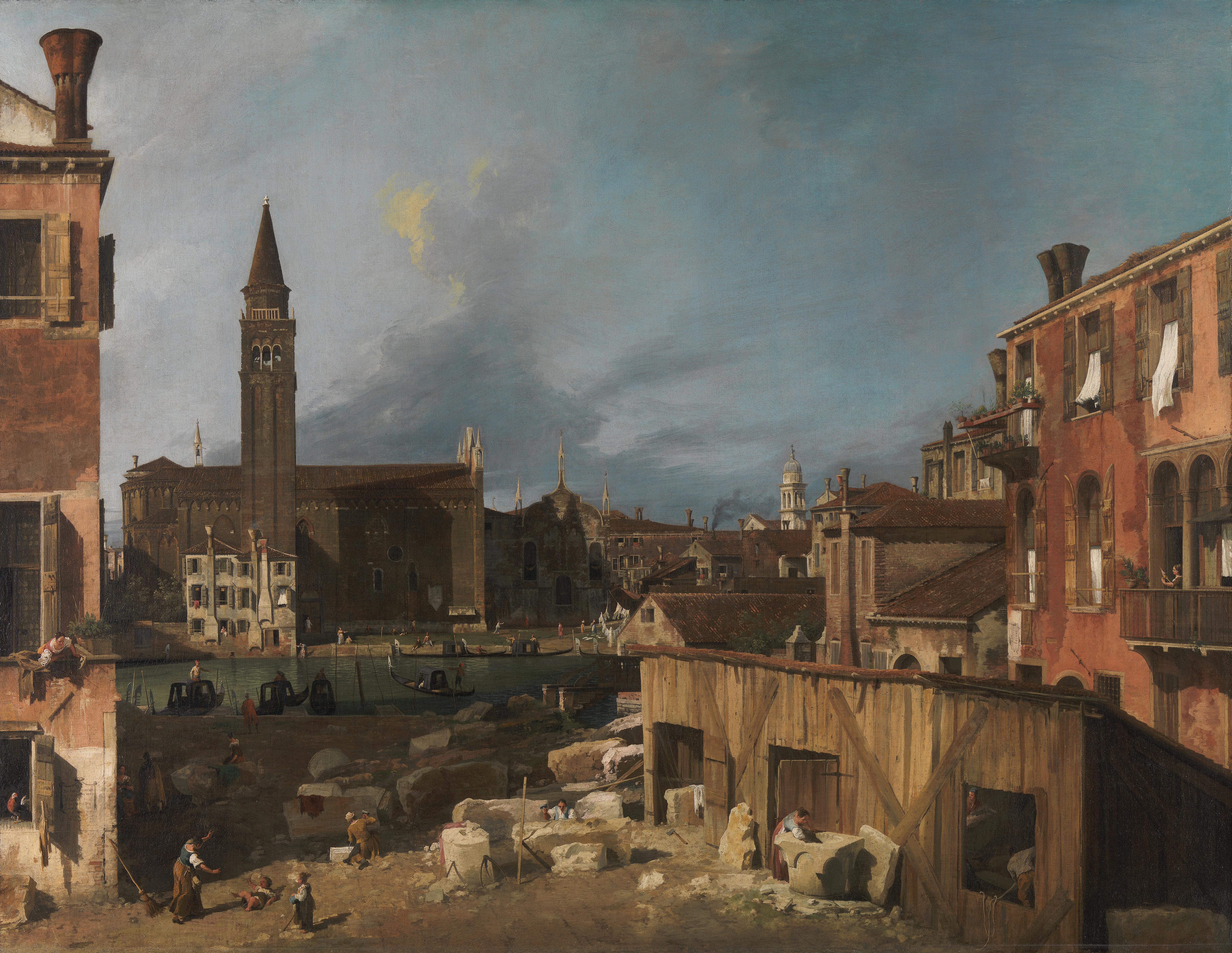
Каналетто. Двор каменотёса (на втором плане — церковь Санта-Мария-делла-Карита). Ок. 1725. Холст, масло. Национальная галерея, Лондон
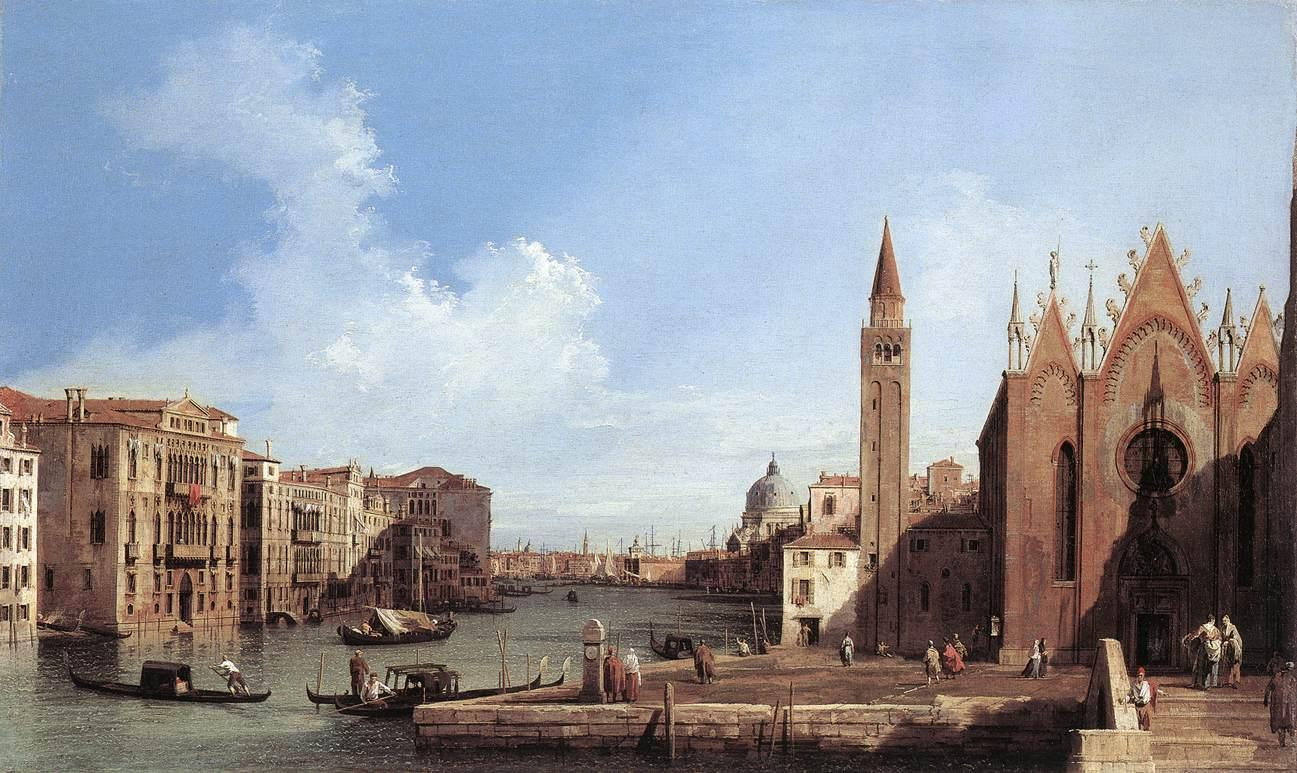
Каналетто. Большой канал. Вид от церкви Санта-Мария-делла-Карита на бассейн Сан-Марко. Между 1730 и 1733. Холст, масло. Королевская коллекция, Виндзорский замок, Великобритания
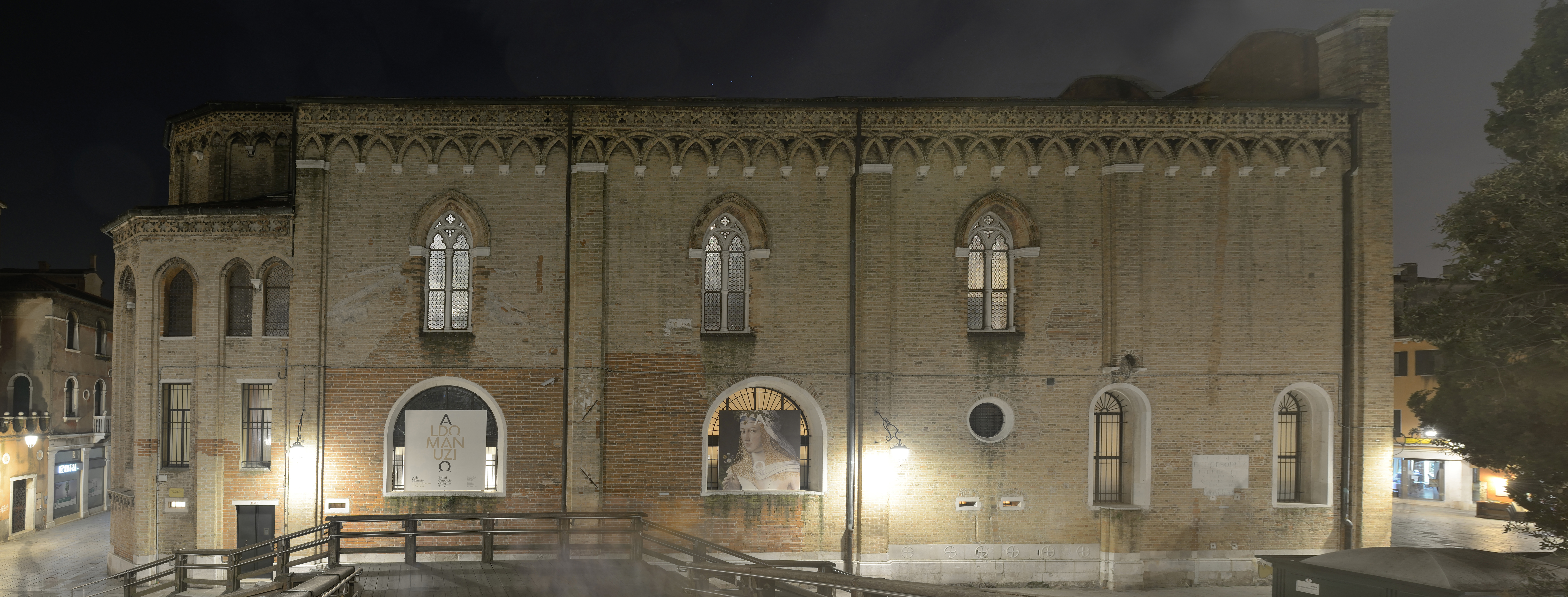
Северный фасад церкви ночью
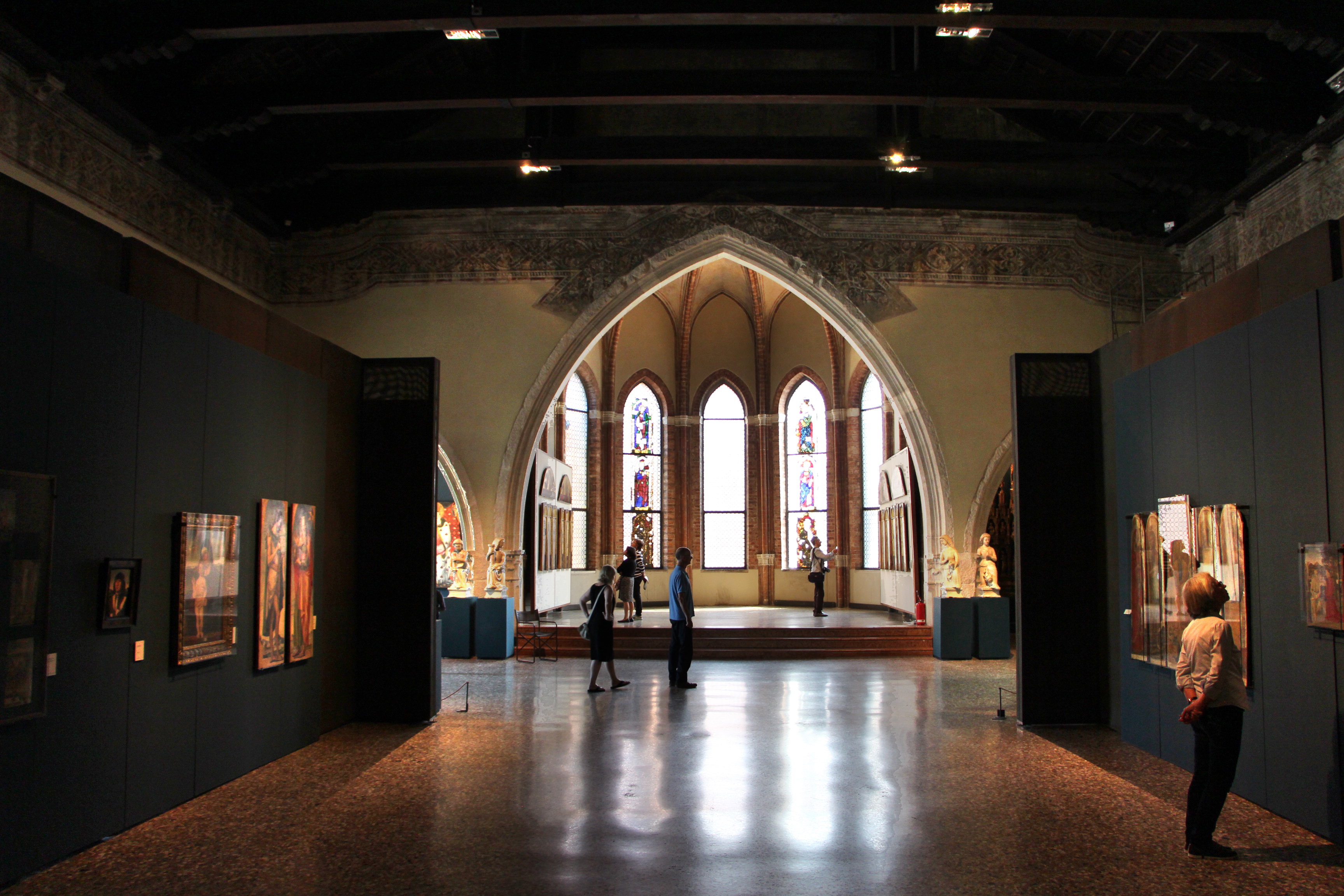
Интерьер. Экспозиция галереи Венецианской академии
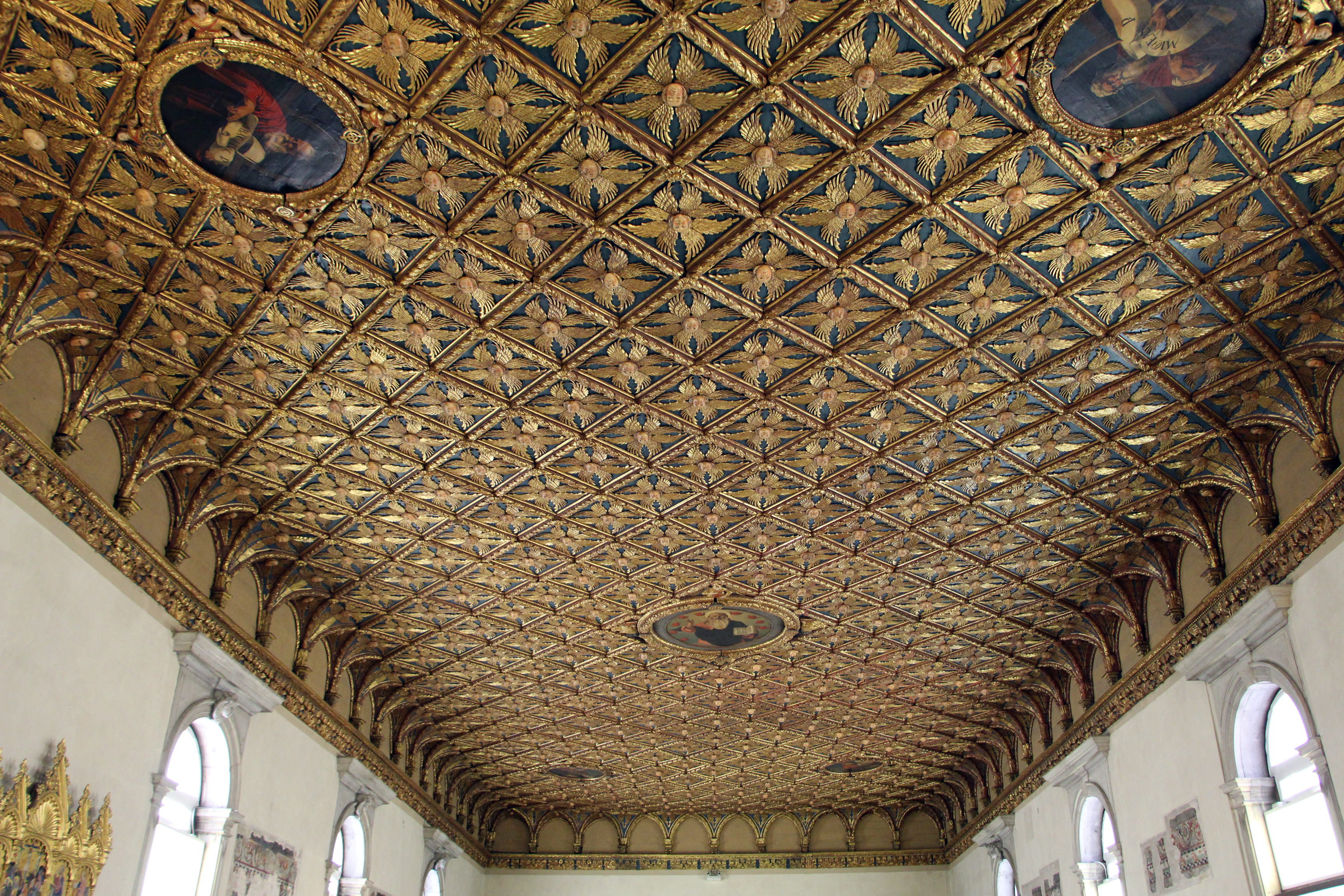
Плафон Зала капитула
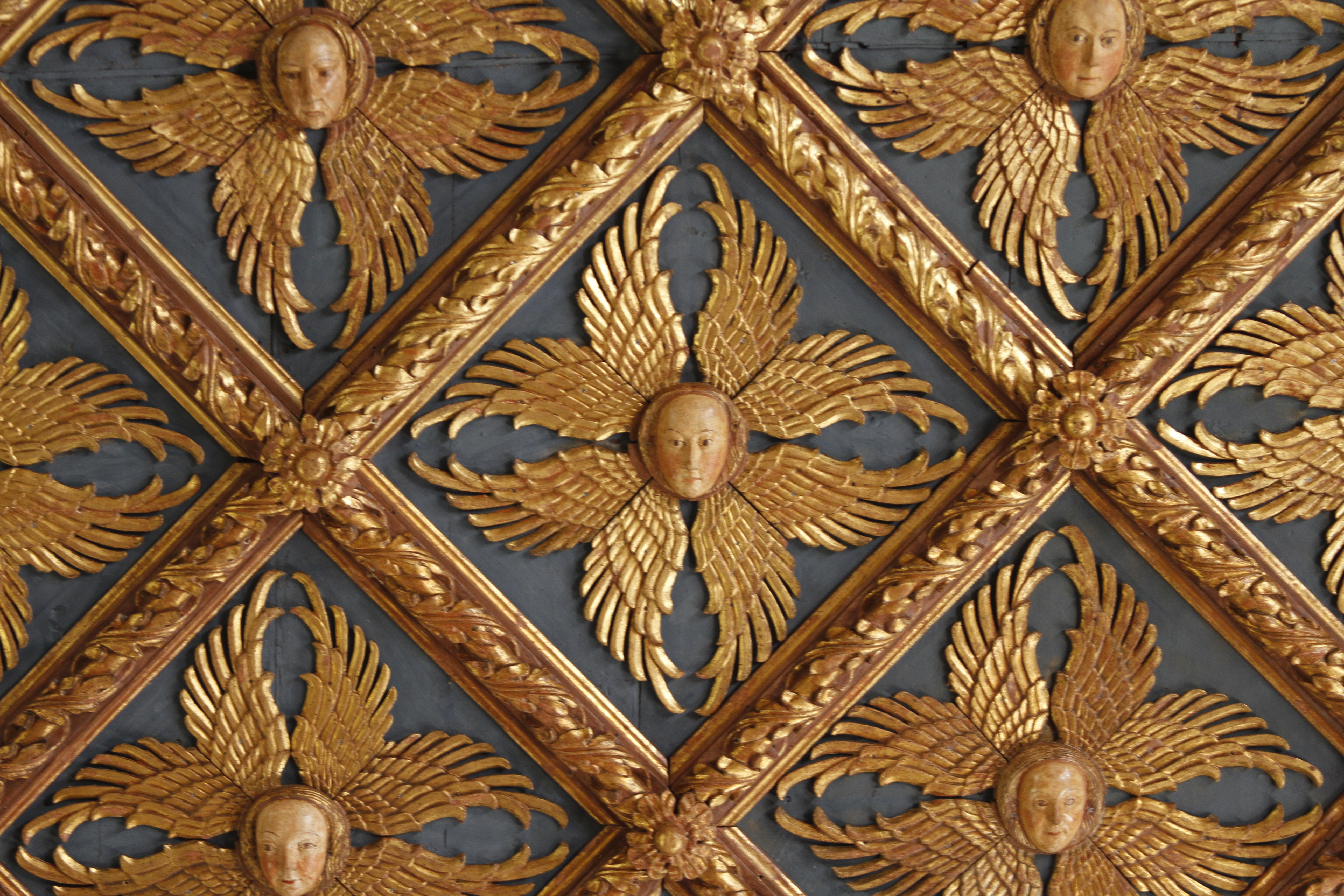
Деталь плафона. Херувимы
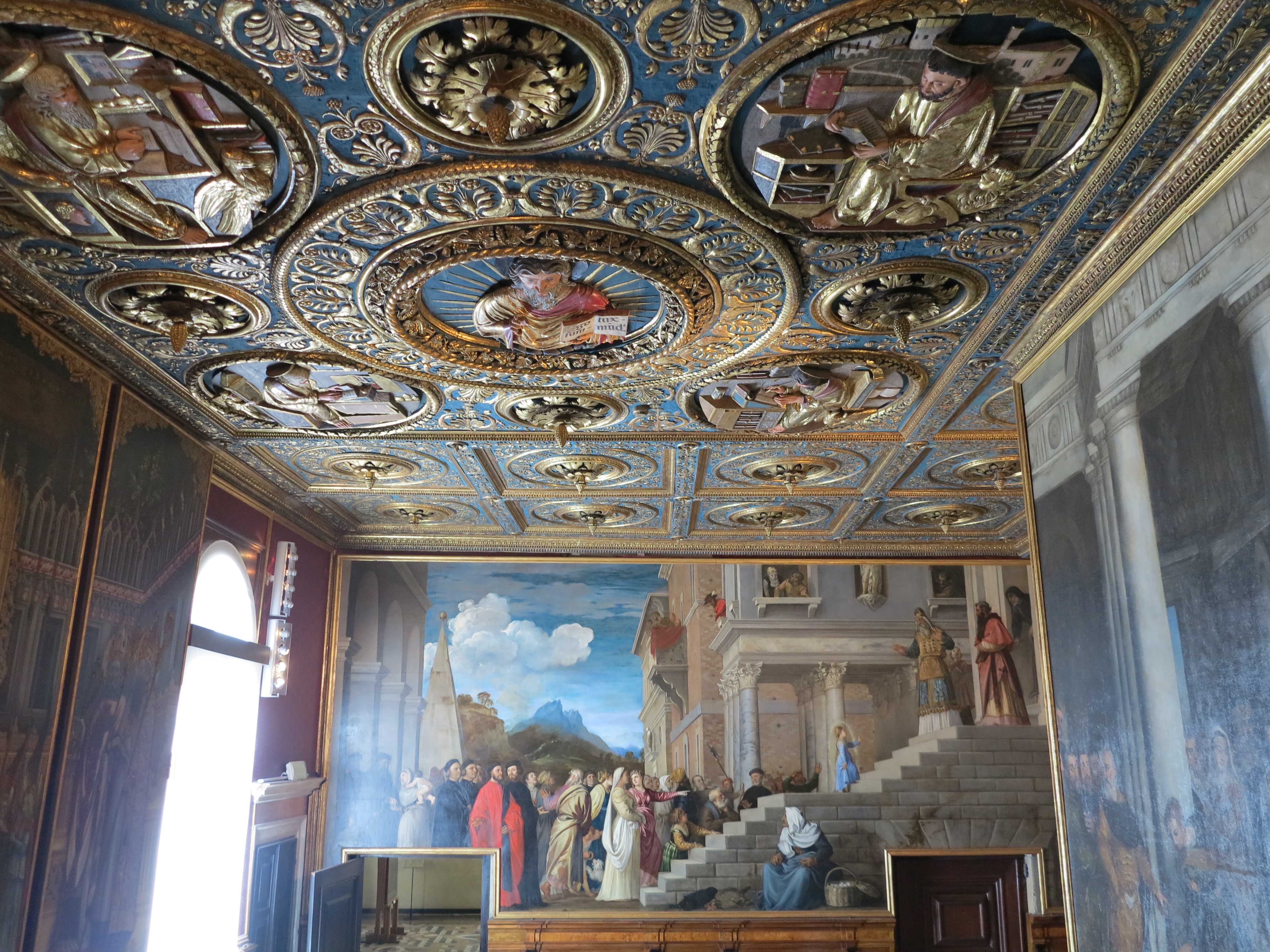
Зал Альберго Скуолы Гранде Санта-Мария-делла-Карита (ныне зал галереи Венецианской академии). Картина Тициана «Введение Девы Марии в храм». Между 1534 и 1538. Холст, масло